# Low-Profit-Organisation
Low-Profit-Organisationen (LPO) sind Organisationen oder Unternehmen in privater Trägerschaft, die in erster Linie Sachziele verfolgen. In zweiter Linie können sie moderate Gewinne erwirtschaften und diese – im Unterschied zu Non-Profit-Organisationen (NPO) – an die Eigentümer ausschütten, z. B. als Dividende. LPO positionieren sich damit zwischen NPO und gewinnorientierten Unternehmen (Kapitalgesellschaften).

## Rechtsform
Der Begriff LPO dient als Überbegriff und bezeichnet – ebenso wie NPO – selbst keine (eigene) Rechtsform. Ein Beispiel für eine bestehende Rechtsform ist die Low-profit limited liability company (L3C) in den USA. Im deutschsprachigen Raum können Genossenschaften als LPO geführt werden und nach eigenem Ermessen eine moderate Dividende an die Mitglieder (Eigentümer) auszahlen. Als Beispiel kann die GLS Gemeinschaftsbank dienen, bei der die Mitglieder gemäß dem Beschluss der jährlich stattfindenden Mitgliederversammlung eine jährliche Dividende von 1–3 % für ihre GLS-Bank-Anteile erhalten (Genossenschaftsanteile).

## Unternehmenszweck
Bei einer LPO steht der Unternehmenszweck im Vordergrund, der in der Satzung (Statuten) festgeschrieben ist. Sachziele haben Vorrang vor finanziellen Zielen wie Umsatz, Gewinn und Rendite (Sachzieldominanz). Die Begriffe Social Entrepreneurship und Corporate Social Responsibility (CSR) zielen in dieselbe Richtung, werden aber nicht unbedingt mit Low-Profit assoziiert. Eine LPO sollte CSR im Geschäftsmodell verankern und einen Nachhaltigkeitsbericht erstellen. Sie kann auch gemeinnützig ausgerichtet sein und z. B. meritorische Güter und Dienste bereitstellen.

## Finanzierung
Eine LPO nimmt Eigen- und Fremdkapital auf, um Low-Profit-Investitionen zu finanzieren. Das Eigenkapital wird durch die Eigentümer bereitgestellt. Für die Eigentümer steht der eigentliche Unternehmenszweck im Vordergrund. Daher sind sie prinzipiell bereit, günstig Eigenkapital zur Verfügung zu stellen. Dies ist z. B. dann der Fall, wenn ein Unternehmen nur geringe Gewinne macht und die Eigentümer infolge dessen eine geringe Gewinnausschüttung (Dividende) akzeptieren.
Eine Fremdfinanzierung zu banküblichen Konditionen kommt eher nicht in Frage. Eine LPO operiert auf Low-Profit-Basis und ist daher auf zinsfreie oder zinsgünstige Förderkredite angewiesen. Das können normale Bankkredite sein, die vom Staat bezuschusst werden, um die Zinskosten zu senken. Die Vergabe der Förderkredite ist an einen Nachhaltigkeitsbericht zu knüpfen, um zu gewährleisten, dass strenge soziale und ökologische Standards eingehalten werden, die sich an nationalen und internationalen Leitlinien und Normen orientieren. Dazu gehören die Sustainable Development Goals (SDG), der UN Global Compact oder ISO 26000.